# Municipio de Bruce (condado de Benton)
El municipio de Bruce (en inglés: Bruce Township) es uno de los veinte municipios ubicados en el condado de Benton en el estado estadounidense de Iowa. En el año 2000 el municipio tenía una población de 319 habitantes y una densidad poblacional de 3,4 personas por km².

## Geografía
El municipio de Bruce se encuentra ubicado en las coordenadas 42°14′54″N 92°13′50″O / 42.24833, -92.23056.